# شهرستان آبیک
شهرستان آبیِک (تلفظ: Ab'yek) یکی از شهرستان‌های استان قزوین ایران است که در حوزه مرکزی ایران بین ۳۶ درجه و ۱۸ درجه عرض شمالی، ۵۰ درجه و ۴۱ درجه طول شرقی خط استوا قرار دارد. این شهرستان از سمت شمال به طالقان و از سمت غرب به شهرستان ساوجبلاغ و از سمت جنوب به بوئین‌زهرا و نظرآباد از سمت شرق به شهر قزوین محدود می‌باشد. شهرستان آبیک بر اساس آخرین وضعیت تقسیمات کشوری در سال ۸۰ از بخش به شهرستان تبدیل شد. این شهرستان دارای ۲ بخش یا نام‌های بخش مرکزی و بخش بشاریات و چهار شهر آبیک، خاکعلی، قشلاق و زیاران و ۵ دهستان با نام‌های بشاریات شرقی، بشاریات غربی، زیاران، کوهپایه غربی و کوهپایه شرقی و ۷۲ آبادی می‌باشد. شهرستان آبیک در مسیر توسعه آتی مترو کرج - تهران قرار دارد. آزادراه تهران-تبریز و خط راه‌آهن تهران-تبریز نیز از شهرستان آبیک می‌گذرد.
عملیات اجرایی شهرک صنعتی آبیک نیز در سال ۱۳۸۵ خورشیدی آغاز شده است.
با وجود بخش‌های تازه‌ساز ولی بافت اصلی شهر آبیک مرکز شهرستان هنوز تابع الگوی روستاشهری است. محله‌های تازه‌ساز شهر آبیک عبارت از شهرک خرم، شهرک قدس، کوی فرهنگیان، محله اداره برق و محله سپاه می‌باشند.
روستای احمدآباد، محل زندگی و درگذشت محمد مصدق نیز در پیرامون آبیک واقع شده است. اماکن گردشگری پیرامون آبیک عبارت‌اند از مقبرهٔ رئیس‌المجاهدین و امام‌زاده علی که در روستای شکرناب قرار دارد. این شهرستان همچنین دارای چندین دانشگاه و مؤسسهٔ آموزشی عالی به نام‌های مؤسسه آموزش عالی بصیر، دانشگاه غیاث الدین جمشید کاشانی، دانشگاه دانش البرز، مؤسسه آموزش عالی مولانا، مؤسسه آموزش عالی اوج و پیام نور است.

## تقسیمات کشوری
- بخش مرکزی شهرستان آبیک
  - دهستان کوهپایه غربی
  - دهستان کوهپایه شرقی
  - دهستان زیاران

شهرها: آبیک، زیاران، قشلاق
- بخش بشاریات
  - دهستان بشاریات شرقی
  - دهستان بشاریات غربی

شهر: خاکعلی

## جمعیت
جمعیت شهر آبیک در سرشماری سال ۱۳۹۵ برابر ۹۴٬۵۶۰ هزار نفر اعلام شده است. 

## کشاورزی و اقتصاد
این شهرستان از قطب‌های کشاورزی استان قزوین به‌شمار می‌آید و بالغ بر ۲۴ هزار هکتار کشت محصولات مختلف زراعی از جمله گندم، جو، ذرت (دانه‌ای و علوفه‌ای)، کلزا، یونجه و سایر محصولات دیگر در این شهر به عمل می‌آید. علاوه بر این، یکی از مراکز مهم برای پرورش دام و طیور در استان و حتی کشور به‌شمار می‌رود.
این شهرستان از لحاظ ورزشی بیشتر در زمینهٔ کشتی موفق می‌باشد شهر آبیک نیز از آبیک علیا و آبیک سفلا سرچشمه و در گذر زمان با توجه به ساکن شدن مهاجرین استانهای شمالی و غربی جهت اشتغال در صنایع دامداری و به ویژه کار در شرکت سیمان آبیک توسعه یافته و ابیک امروز شکل گرفته است.
وجود سد انتقالی آب طالقان به این شهرستان در دوران گذشته موجب شده است این شهرستان به عنوان یکی از قطب‌های کشاورزی استان قزوین و کشور تبدیل گردد. از دیگر قابلیت‌های این شهرستان وجود شهرک صنعتی کاسپین. واحدهای صنعتی ممتاز کشور مستقر در این شهرستان و وجود واحدهای پرورش طیور که موجب شده است شهرستان آبیک بیش از ۸ درصد تخم مرغ و گوشت سفید مورد نظر کشور را تأمین نماید.

## مطبوعات
شهرستان آبیک در بحث اطلاع‌رسانی نسبت به شهرستانهای استان قزوین و همجواز در زمینه اطلاع‌رسانی و چاپ توزیع مطلبوعت محلی جایگاهی را به خود اختصاص دهد که وجود فعالیت دفتر خبری صدا و سیما مرکز قزوین از ابتدای سال ۸۴ شمسی با ۴ خبرنگار. گزارشگر و تصویر بردار و فعالیت ۴۵ خبرنگار حرفه‌ای در مطبوعات کشوری از دیگر ویژگیهای این شهرستان می‌باشد.

## آموزش عالی
- دانشگاه دانش البرز
- دانشگاه بصیر
- دانشگاه غیاث الدین جمشید کاشانی
- مؤسسه آموزش عالی آبا
- مؤسسه آموزش عالی مولانا